# Општина Ла Индепенденсија (Чијапас)
Ла Индепенденсија (шп. La Independencia) општина је у Мексику у савезној држави Чијапас. Општина се налази на надморској висини од 1550 м.

## Становништво
Према подацима из 2010. у општини је живело 41266 становника.

### Хронологија
| Година       | 2000                  | 2005                  | 2010                  |
| ------------ | --------------------- | --------------------- | --------------------- |
| Становништво | 32245 (15648 / 16597) | 36951 (17881 / 19070) | 41266 (20256 / 21010) |

### Попис
| \| \| м \| \| \| ж \| \| 0—2 \| 1.432 \| \| \| 1.361 \| \| 3—5 \| 1.252 \| \| \| 1.360 \| \| 6—11 \| 2.656 \| \| \| 2.705 \| \| 12—14 \| 1.340 \| \| \| 1.322 \| \| 15—17 \| 1.364 \| \| \| 1.433 \| \| 18—24 \| 3.008 \| \| \| 3.273 \| \| 60+ \| 1.559 \| \| \| 1.472 \| \| Просек : \| 27,0 \| \| \| 27,0 \| |       |  |  |       |
| |       |  |  |       |
| | м     |  |  | ж     |
| 0—2 | 1.432 |  |  | 1.361 |
| 3—5 | 1.252 |  |  | 1.360 |
| 6—11 | 2.656 |  |  | 2.705 |
| 12—14 | 1.340 |  |  | 1.322 |
| 15—17 | 1.364 |  |  | 1.433 |
| 18—24 | 3.008 |  |  | 3.273 |
| 60+ | 1.559 |  |  | 1.472 |
| Просек : | 27,0  |  |  | 27,0  |

| #   | Индикатор                                                                                        | Вредност |
| --- | ------------------------------------------------------------------------------------------------ | -------- |
| 1   | Становништво од 0 до 2 године                                                                    | 2793     |
| 2   | Мушко становништво од 0 до 2 године                                                              | 1432     |
| 3   | Женско становништво од 0 до 2 године                                                             | 1361     |
| 4   | Становништво са 3 и више година                                                                  | 38403    |
| 5   | Мушко становништво са 3 и више година                                                            | 18789    |
| 6   | Женско становништво са 3 и више година                                                           | 19614    |
| 7   | Становништво са 5 и више година                                                                  | 36653    |
| 8   | Мушко становништво са 5 и више година                                                            | 17953    |
| 9   | Женско становништво са 5 и више година                                                           | 18700    |
| 10  | Становништво са 12 и више година                                                                 | 30430    |
| 11  | Мушко становништво са 12 и више година                                                           | 14881    |
| 12  | Женско становништво са 12 и више година                                                          | 15549    |
| 13  | Становништво са 15 и више година                                                                 | 27768    |
| 14  | Мушко становништво са 15 и више година                                                           | 13541    |
| 15  | Женско становништво са 15 и више година                                                          | 14227    |
| 16  | Становништво са 18 и више година                                                                 | 24971    |
| 17  | Мушко становништво са 18 и више година                                                           | 12177    |
| 18  | Женско становништво са 18 и више година                                                          | 12794    |
| 19  | Становништво од 3 до 5 година                                                                    | 2612     |
| 20  | Мушко становништво од 3 до 5 година                                                              | 1252     |
| 21  | Женско становништво од 3 до 5 година                                                             | 1360     |
| 22  | Становништво од 6 до 11 година                                                                   | 5361     |
| 23  | Мушко становништво од 6 до 11 година                                                             | 2656     |
| 24  | Женско становништво од 6 до 11 година                                                            | 2705     |
| 25  | Становништво од 8 до 14 година                                                                   | 6266     |
| 26  | Мушко становништво од 8 до 14 година                                                             | 3129     |
| 27  | Женско становништво од 8 до 14 година                                                            | 3137     |
| 28  | Становништво од 12 до 14 година                                                                  | 2662     |
| 29  | Мушко становништво од 12 до 14 година                                                            | 1340     |
| 30  | Женско становништво од 12 до 14 година                                                           | 1322     |
| 31  | Становништво од 15 до 17 година                                                                  | 2797     |
| 32  | Мушко становништво од 15 до 17 година                                                            | 1364     |
| 33  | Женско становништво од 15 до 17 година                                                           | 1433     |
| 34  | Становништво од 18 до 24 године                                                                  | 6281     |
| 35  | Мушко становништво од 18 до 24 године                                                            | 3008     |
| 36  | Женско становништво од 18 до 24 године                                                           | 3273     |
| 37  | Женско становништво од 15 до 49 година                                                           | 11615    |
| 38  | Становништво са 60 и више година                                                                 | 3031     |
| 39  | Мушко становништво са 60 и више година                                                           | 1559     |
| 40  | Женско становништво са 60 и више година                                                          | 1472     |
| 41  | Однос између мушкараца и жена                                                                    | 96.41    |
| 42  | Становништво од нуле до 14 година                                                                | 13428    |
| 43  | Становништво од 15 до 64 године                                                                  | 25677    |
| 44  | Становништво од 65 година и више                                                                 | 2091     |
| 45  | Просечан број деце                                                                               | 2.56     |
| 46  | Становништво рођено у ентитету                                                                   | 40627    |
| 47  | Мушко становништво рођено у ентитету                                                             | 19954    |
| 48  | Женско становништво рођено у ентитету                                                            | 20673    |
| 49  | Становништво рођено у другом ентитету                                                            | 148      |
| 50  | Мушко становништво рођено у другом ентитету                                                      | 62       |
| 51  | Женско становништво рођено у другом ентитету                                                     | 86       |
| 52  | Становништво од 5 година и више резидентно у ентитету у јуну 2005. године                        | 35749    |
| 53  | Мушко становништво старосног доба од 5 година и више, резидентно у ентитету у јуну 2005. године  | 17216    |
| 54  | Женско становништво старосног доба од 5 и више година, резидентно у ентитету у јуну 2005. године | 18533    |
| 55  | Становништво од 5 година и више које је живело у другом ентитету у јуну 2005. године             | 351      |
| 56  | Мушко становништво старије од 5 година које је живело у другом ентитету у јуну 2005. године      | 259      |
| 57  | Женско становништво старије од 5 година које је живело у другом ентитету у јуну 2005. године     | 92       |
| 58  | Становништво од 3 године и више које говори аутохтони језик                                      | 1796     |
| 59  | Мушко становништво старо 3 године и више које говори аутохтони језик                             | 918      |
| 60  | Женско становништво старо 3 године и више које говори аутохтони језик                            | 878      |
| 61  | Становништво од 3 године и више које говори аутохтони језик и не говори шпански језик            | 116      |
| 62  | Мушко становништво старо 3 године и више које говори аутохтони језик и не говори шпански         | 42       |
| 63  | Женско становништво старо 3 године и више које говори аутохтони језик и не говори шпански језик  | 74       |
| 64  | Становништво старо 3 године и више које говори аутохтони језик и шпански                         | 1622     |
| 65  | Мушко становништво старо 3 године и више које говори аутохтони језик и шпански                   | 850      |
| 66  | Женско становништво старо 3 године и више које говори аутохтони језик и шпански                  | 772      |
| 67  | Становништво од 5 година и више које говори аутохтони језик                                      | 1692     |
| 68  | Становништво од 5 година и више које говори аутохтони језик и не говори шпански језик            | 76       |
| 69  | Становништво од 5 година и више које говори аутохтони језик и говори шпански језик               | 1559     |
| 70  | Становништво у домородачким домаћинствима                                                        | 2570     |
| 71  | Становништво са ограничењима у активностима                                                      | 844      |
| 72  | Становништво са ограниченим ходањем или кретањем, горе или доле                                  | 441      |
| 73  | Становници са ограничењима вида, чак и уз кориштење сочива                                       | 235      |
| 74  | Становништво са ограничењима говора, комуникације или конверзације                               | 112      |
| 75  | Становништво са ограниченим слухом                                                               | 113      |
| 76  | Становништво са ограничењима при одевању, купању или јелу                                        | 46       |
| 77  | Становништво са ограничењима у опажању или учењу једноставних ствари                             | 40       |
| 78  | Становништво са менталним ограничењима                                                           | 98       |
| 79  | Становништво без ограничења активности                                                           | 40219    |
| 80  | Становништво од 3 до 5 година које не похађа школу                                               | 1318     |
| 81  | Мушко становништво од 3 до 5 година које не похађа школу                                         | 655      |
| 82  | Женско становништво од 3 до 5 година које не похађа школу                                        | 663      |
| 83  | Становништво од 6 до 11 година које не похађа школу                                              | 395      |
| 84  | Мушко становништво од 6 до 11 година које не похађа школу                                        | 202      |
| 85  | Женско становништво од 6 до 11 година које не похађа школу                                       | 193      |
| 86  | Становништво од 12 до 14 година које не похађа школу                                             | 745      |
| 87  | Мушко становништво од 12 до 14 година које не похађа школу                                       | 311      |
| 88  | Женско становништво од 12 до 14 година које не похађа школу                                      | 434      |
| 89  | Становништво од 15 до 17 година похађа школу                                                     | 869      |
| 90  | Мушко становништво од 15 до 17 година похађа школу                                               | 501      |
| 91  | Женско становништво између 15 и 17 година живота у школи                                         | 368      |
| 92  | Становништво од 18 до 24 године похађа школу                                                     | 343      |
| 93  | Мушко становништво од 18 до 24 године похађа школу                                               | 207      |
| 94  | Женско становништво од 18 до 24 године похађа школу                                              | 136      |
| 95  | Становништво од 8 до 14 година које не може да чита и пише                                       | 636      |
| 96  | Мушко становништво старосног доба од 8 до 14 година које не може да чита и пише                  | 313      |
| 97  | Женско становништво старосног доби од 8 до 14 година које не може да чита и пише                 | 323      |
| 98  | Становништво од 15 година и више које је неписмено                                               | 4589     |
| 99  | Мушко становништво од 15 година и више које је неписмено                                         | 1464     |
| 100 | Женско становништво од 15 година и више које је неписмено                                        | 3125     |
| 101 | Становништво старо 15 и више година без школовања                                                | 3970     |
| 102 | Мушко становништво старо 15 и више година без школовања                                          | 1457     |
| 103 | Женско становништво старо 15 и више година без школовања                                         | 2513     |
| 104 | Становништво старосног доба 15 и више година са непотпуним основним образовањем                  | 8818     |
| 105 | Мушко становништво старосног доба од 15 година и више са непотпуном основним образовањем         | 4158     |
| 106 | Женско становништво старосног доба 15 и више година са непотпуном основним образовањем           | 4660     |
| 107 | Становништво старо 15 и више година са комплетним основним образовањем                           | 9135     |
| 108 | Мушко становништво старо 15 година и више са комплетним основним образовањем                     | 4568     |
| 109 | Женско становништво старо 15 и више година са комплетним основним образовањем                    | 4567     |
| 110 | Становништво старосног доба 15 и више година са непотпуним средњим образовањем                   | 1003     |
| 111 | Мушко становништво старосног доба од 15 година и више са непотпуним средњим образовањем          | 573      |
| 112 | Женско становништво старосног доба од 15 година и више са непотпуним средњим образовањем         | 430      |
| 113 | Становништво старо 15 и више година са пуним секундарном образовањем                             | 3467     |
| 114 | Мушко становништво старосног доба од 15 година и више са пуним секундарном образовањем           | 1928     |
| 115 | Женско становништво старосног доба од 15 година и више са пуним секундарном образовањем          | 1539     |
| 116 | Становништво старије од 18 година са постосновним образовањем                                    | 1163     |
| 117 | Мушко становништво старије од 18 година са постосновним образовањем                              | 740      |
| 118 | Женско становништво старије од 18 година са постосновним образовањем                             | 423      |
| 119 | Просечна оцена школовања                                                                         | 4.95     |
| 120 | Просечан ниво образовања мушке популације                                                        | 5.36     |
| 121 | Просечан ниво образовања женског становништва                                                    | 4.57     |
| 122 | Економски активно становништво                                                                   | 13829    |
| 123 | Економски активна мушка популација                                                               | 12790    |
| 124 | Економски активна женска популација                                                              | 1039     |
| 125 | Становништво које није економски активно                                                         | 16461    |
| 126 | Мушко становништво које није економски активно                                                   | 2023     |
| 127 | Женско становништво које није економски активно                                                  | 14438    |
| 128 | Запослено становништво                                                                           | 13663    |
| 129 | Запослено мушко становништво                                                                     | 12632    |
| 130 | Запослено женско становништво                                                                    | 1031     |
| 131 | Незапослена популација                                                                           | 166      |
| 132 | Незапослена мушка популација                                                                     | 158      |
| 133 | Незапослена женска популација                                                                    | 8        |
| 134 | Становништво без права на здравствене услуге                                                     | 29291    |
| 135 | Становништво које има право на здравствене услуге                                                | 11864    |
| 136 | Становништво које има право на ИМСС                                                              | 1687     |
| 137 | Становништво које има право на социјално осигурање                                               | 163      |
| 138 | Становништво које има право на државно социјално осигурање                                       | 11       |
| 139 | Становништво које има право на опште осигурање или здравствено осигурање за нову генерацију      | 9903     |
| 140 | Становништво које је било једном или није било у браку током 12 година и више                    | 9597     |
| 141 | Венчано или уједињено становништво од 12 година и више                                           | 18998    |
| 142 | Становништво које је било у браку или уједињено 12 година и више                                 | 1812     |
| 143 | Становништво са католичком религијом                                                             | 14234    |
| 144 | Протестанти, еванђелисти и библијски следбеници различити од еванђелиста                         | 18695    |
| 145 | Становништво са другим религијама различитим од претходних                                       | 15       |
| 146 | Становништво без религије                                                                        | 6573     |
| 147 | Укупно пописаних домаћинства                                                                     | 9046     |
| 148 | Пописна домаћинства на челу са мушкарцима                                                        | 8189     |
| 149 | Пописна домаћинства на челу са женама                                                            | 857      |
| 150 | Становништво у пописним домаћинствима                                                            | 41200    |
| 151 | Становништво у пописним домаћинствима на челу са мушкарцима                                      | 38319    |
| 152 | Становништво у пописним домаћинствима на челу са женама                                          | 2881     |
| 153 | Укупно домаћинстава                                                                              | 9957     |
| 154 | Укупно насељених домаћинстава                                                                    | 9068     |
| 155 | Укупно приватних кућа                                                                            | 9935     |
| 156 | Насељени приватни домови                                                                         | 9046     |
| 157 | Укупно насељених приватних кућа                                                                  | 9068     |
| 158 | Ненасељене приватне куће                                                                         | 765      |
| 159 | Појединачна домаћинства за привремену употребу                                                   | 124      |
| 160 | Становници у насељеним приватним кућама                                                          | 41200    |
| 161 | Насељеност станара у приватним становима                                                         | 4.55     |
| 162 | Просечно становника по соби у приватним насељеним домаћинствима                                  | 1.36     |
| 163 | Појединачна домаћинства са подовима од различитих материјала од земље                            | 7008     |
| 164 | Појединачна домаћинства у приземљу                                                               | 2022     |
| 165 | Појединачна домаћинства са једном спаваћом собом                                                 | 4172     |
| 166 | Појединачна домаћинства са две спаваће собе и више                                               | 4856     |
| 167 | Појединачна домаћинства са једним собом                                                          | 307      |
| 168 | Појединачна домаћинства са две собе                                                              | 2151     |
| 169 | Појединачна домаћинства са 3 собе и више                                                         | 6561     |
| 170 | Појединачна домаћинства која имају електрично светло                                             | 8810     |
| 171 | Појединачна домаћинства која немају електрично светло                                            | 220      |
| 172 | Појединачна домаћинства која имају водоводну воду у стамбеном простору                           | 8048     |
| 173 | Појединачна домаћинства која немају водоводну воду у стамбеном простору                          | 980      |
| 174 | Појединачна домаћинства која имају тоалет                                                        | 8860     |
| 175 | Појединачна домаћинства која имају канализацију                                                  | 4827     |
| 176 | Појединачна домаћинства која немају канализацију                                                 | 4193     |
| 177 | Појединачна домаћинства која имају електрично светло, довод воде из јавне мреже и канализацију   | 4490     |
| 178 | Појединачна домаћинства без икаквих услова                                                       | 1124     |
| 179 | Појединачна домаћинства која имају радио                                                         | 5862     |
| 180 | Појединачна домаћинства која имају телевизор                                                     | 6786     |
| 181 | Појединачна домаћинства која имају фрижидер                                                      | 3016     |
| 182 | Појединачна домаћинства која имају машину за веш                                                 | 3095     |
| 183 | Појединачна домаћинства која имају аутомобил или комби                                           | 2053     |
| 184 | Појединачна домаћинства која имају рачунар                                                       | 158      |
| 185 | Појединачна домаћинства која имају фиксну телефонску линију                                      | 855      |
| 186 | Појединачна домаћинства која имају мобилни телефон                                               | 2541     |
| 187 | Појединачна домаћинства која имају приступ интернету                                             | 18       |